# Nagy-Teleki-csúcs
A Nagy-Teleki-csúcs (románul: Telecu Mare) egy hegy az erdélyi Hagymás-hegységben, a Fehér-mező fennsík keleti szélén. A Hargita és Neamț megye közötti határvita miatt még nem egyértelmű, melyik megyéhez tartozik. Keleti nyúlványa a Kicsi-vész teteje (1642 m). A Nagy-Teleki-csúcs északi oldalában, 1650 m-en található a térség legnagyobb függőleges barlangja, a Nagy-Teleki-zsomboly, helyi nevén a Medve-gödör. A barlang teljes hossza 57 méter.

## Turizmus
A tetőre nem vezet fel jelzett útvonal. A hegyet érintő útvonal a nyugati oldalon halad át, jelzése kék kereszt.